# ヴェッツァーノ・リーグレ
ヴェッツァーノ・リーグレ(Vezzano Ligure)は、イタリア共和国リグーリア州ラ・スペツィア県にある、人口約7,200人の基礎自治体（コムーネ）。

## 地理

### 位置・広がり

#### 隣接コムーネ
隣接するコムーネは以下の通り。
- アルコラ
- ボラーノ
- フォッロ
- ラ・スペーツィア
- サント・ステーファノ・ディ・マグラ
- サルザーナ

### 地震分類
イタリアの地震リスク階級 (it) では、3 に分類される
。

## 行政

### 分離集落
ヴェッツァーノ・リーグレには、以下の分離集落（フラツィオーネ）がある。
- Vezzano Superiore, Vezzano Inferiore, Bottagna, Buonviaggio, Carozzo, Fornola, Lagoscuro, Piano di Valeriano, Piano di Vezzano, Prati, Valeriano Lunense, Sarciara